# مارتن كاميرون
مارتن كاميرون (بالإنجليزية: Martin Cameron)‏ (16 يونيو 1978 بدنفيرملين في المملكة المتحدة - ) هو لاعب كرة قدم بريطاني في مركز الهجوم. لعب مع نادي بارتيك ثيسل ونادي بريستول روفيرز ونادي سانت ميرين ونادي شامروك روفرز ونادي ألوا أثليتيك وفورفار أثلتيك ‏ وGretna F.C. ‏.

## وصلات خارجية
- مارتن كاميرون على موقع قاعدة بيانات كرة القدم.إي يو (الإنجليزية)
- مارتن كاميرون على موقع Soccerbase.com (لاعب) (الإنجليزية)